# AlphaDream
AlphaDream Corporation, Ltd. (株式会社アルファドリーム, Kabushiki Gaisha ArufaDorīmu) era uma companhia de desenvolvimento de jogos eletrônicos fundada em 2000 por Tetsuo Mizuno e Chihiro Fujioka em Tóquio, Japão. Em parceria com a Nintendo, produziu softwares para o Game Boy Color, Game Boy Advance, Nintendo DS, Nintendo 3DS e Nintendo Switch, incluindo a série de Mario & Luigi. A equipe da companhia incluía ex-desenvolvedores da Square, como Yoshihiko Maekawa. Em 1 de outubro de 2019, a AlphaDream encerrou as atividades após um pedido de falência, e em 28 de fevereiro de 2020, ela deixou de existir como empresa.

## História
A AlphaDream é uma empresa derivada da AlphaStar (株式会社アルファスター, Kabushiki Gaisha ArufaSutā), uma agência de empregos que lidava com trabalhos na construção, também conhecida como Mente Tomo and Ai (株式会社メンテ友アンド愛, Kabushikigaisha Mente Yu ando Ai). Chihiro Fujioka ingressou na AlphaStar em 1999 para liderar uma divisão de produção de jogos eletrônicos. Ele e Tetsuo Mizuno separaram a empresa como AlphaStar Software em 12 de janeiro de 2000, antes de renomeá-la para AlphaDream em julho daquele mesmo ano. Vários membros de sua equipe haviam trabalhado anteriormente na Square, incluindo Mizuno, segundo presidente da Square, e Fujioka e Yoshihiko Maekawa, que eram diretores de jogos na Square. O nome AlphaDream, significando 'primeiro sonho', é uma brincadeira com Final Fantasy, a série mais notável da Square.
A empresa era conhecida por seus jogos de RPG, principalmente a série Mario & Luigi para o Game Boy Advance, Nintendo DS e Nintendo 3DS. Seu primeiro jogo, Koto Battle, era um jogo de RPG no estilo Pokémon, no qual o jogador batalha com três de seus vinte cartões de personagem contra oponentes controlados pela inteligência artificial. Foi lançado em março de 2001 para o Game Boy Color. Embora tenha permanecido um jogo exclusivo do Japão, foi posteriormente relançado para o Virtual Console do Nintendo 3DS.
O próximo jogo da empresa foi Tomato Adventure, lançado em janeiro de 2002. O jogador, como DeMille, um odiador de tomates no Reino do Ketchup, luta para sair de sua vila marginalizada para resgatar sua namorada. As armas in-game são parecidas com brinquedos e as batalhas contra oponentes envolvem minijogos.
Tomato Adventure foi co-desenvolvido com a Graphic Research e dirigido por Chihiro Fujioka, conhecido por seu trabalho em Super Mario RPG e Final Fantasy Legend III. Era esperado que fosse lançado para o Game Boy Color como Gimmick Land, mas foi adiado para o novo Game Boy Advance e renomeado para melhorar a estratégia de marketing. Tomato Adventure não foi lançado fora do Japão.
A AlphaDream se tornou a desenvolvedora para a série de jogos de Mario & Luigi logo após, com o lançamento do primeiro jogo da série, Mario & Luigi: Superstar Saga, em 2003.
Em 1 de outubro de 2019, a AlphaDream declarou falência, citando receitas lentas e altos custos de desenvolvimento, além de não conseguir lidar com a crescente dívida (que, até março de 2018, ultrapassava 465 milhões de ienes).

## Jogos
| Ano  | Título                                                      | Distribuidora            | Plataforma(s)    |
| ---- | ----------------------------------------------------------- | ------------------------ | ---------------- |
| 2001 | Koto Battle: Tengai no Moribito                             | AlphaDream               | Game Boy Color   |
| 2002 | Tomato Adventure                                            | Nintendo                 | Game Boy Advance |
| 2003 | Hamtaro: Rainbow Rescue                                     | Nintendo                 | Game Boy Advance |
| 2003 | Mario & Luigi: Superstar Saga                               | Nintendo                 | Game Boy Advance |
| 2004 | Hamtaro: Ham-Ham Games                                      | Nintendo                 | Game Boy Advance |
| 2005 | Mario & Luigi: Partners in Time                             | Nintendo                 | Nintendo DS      |
| 2005 | Tottoko Hamtaro Nazo Nazo Q Kumonoue no ? Jou               | Nintendo                 | Nintendo DS      |
| 2007 | Hi Hamtaro! Ham-Ham Training                                | Marvelous Interactive    | Nintendo DS      |
| 2009 | Mario & Luigi: Bowser's Inside Story                        | Nintendo                 | Nintendo DS      |
| 2009 | PostPet DS                                                  | Marvelous Entertainment  | Nintendo DS      |
| 2013 | Mario & Luigi: Dream Team                                   | Nintendo                 | Nintendo 3DS     |
| 2015 | Mario & Luigi: Paper Jam                                    | Nintendo                 | Nintendo 3DS     |
| 2017 | Mario & Luigi: Superstar Saga + Bowser's Minions            | Nintendo                 | Nintendo 3DS     |
| 2019 | Mario & Luigi: Bowser's Inside Story + Bowser Jr.'s Journey | Nintendo                 | Nintendo 3DS     |
| 2019 | Kedama no Gonjiro: Fit & Run                                | ForwardWorks Corporation | Android          |
| 2019 | Kedama no Gonjiro: Fit & Run                                | ForwardWorks Corporation | iOS              |
| 2019 | Mario & Sonic at the Olympic Games Tokyo 2020               | Sega                     | Nintendo Switch  |